# بووس (بایرن)
بووس (به آلمانی: Boos) یک شهر در آلمان است که در اونترالگوی واقع شده‌است.